# Joachim Langhagel

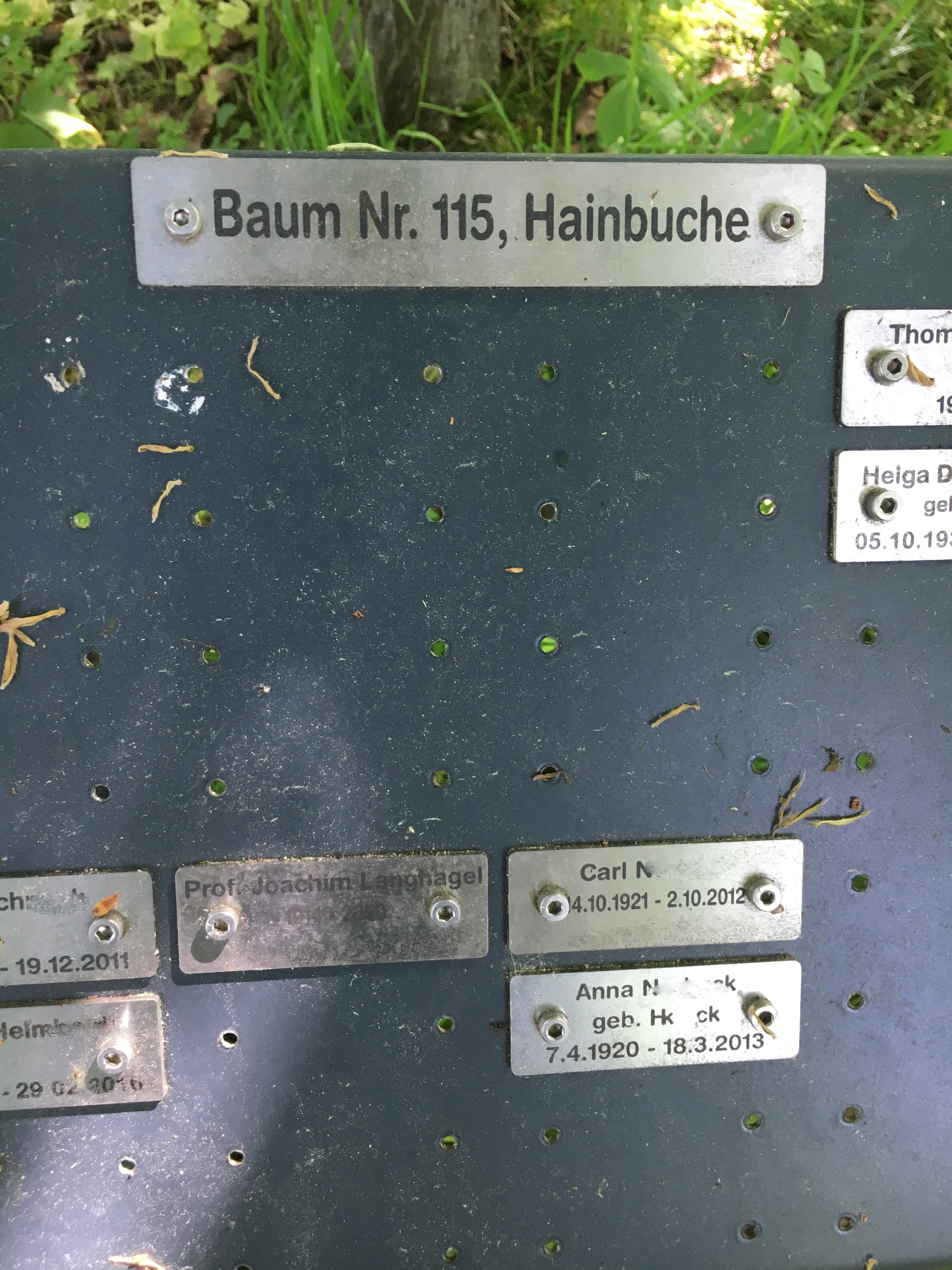
Grabstätte Joachim Langhagel auf dem Friedhof Ohlsdorf

Joachim Langhagel (* 28. März 1914 in Glogau, Provinz Schlesien; † 10. Juli 2000 in Hessisch Lichtenau) war ein deutscher Orthopäde.

## Leben
Joachim Langhagel studierte Medizin an der Universität Breslau, wo er 1939 die Approbation erhielt. In den Jahren 1938 und 1939 arbeitete er als Assistenzarzt an der universitären Hautklinik, anschließend wirkte er an der chirurgischen Abteilung des Städtischen Krankenhauses Glogau, zunächst ebenfalls als Assistenzarzt, ab 1944 als Oberarzt. 1942 wurde er mit der Dissertation Beitrag zur Frage der Ermüdungsfrakturen promoviert.
Nach Ende des Zweiten Weltkriegs und der Vertreibung aus Schlesien fand Langhagel 1946 eine Anstellung am Thüringer Landeskrankenhaus für Orthopädie in Eisenberg, 1949 wechselte er an das Staatliche Waldkrankenhaus für Orthopädie Rudolf Elle. Bevor Langhagel 1958 in die Bundesrepublik übersiedelte, wurde er 1957 mit der Schrift Über die Muskulatur in Amputationsstümpfen an der Universität Leipzig habilitiert.
In Westdeutschland war Langhagel bis 1962 als Oberarzt an der Orthopädischen Universitätsklinik Münster tätig, hier wurde er auch zum Professor ernannt. Ab 1963 wirkte er in Münster als Chefarzt, daneben war er ärztlicher Direktor des Diakonischen Reha-Zentrums in Hessisch Lichtenau. Diese Posten hatte er bis zum Eintritt in den Ruhestand inne.
86-jährig verstarb Langhagel in Hessisch Lichtenau, beigesetzt wurde er auf dem Hamburger Friedhof Ohlsdorf. Die halbanonyme Grabstätte befindet sich im Ruhewald nordwestlich von Kapelle 11.

## Veröffentlichungen
- 1942: Beitrag zur Frage der Ermüdungsfrakturen (Dissertationsschrift)
- 1957: Über die Muskulatur in Amputationsstümpfen (Habilitationsschrift)
- 1958: Die Beinprothese, VEB G. Fischer, Jena
- 1968: Die Beinprothese (bearbeitete Neuauflage), Gustav Fischer Verlag, Stuttgart
- 1968: Angiographische Untersuchungen der Stumpfdurchblutung bei Beinamputierten unter besonderer Berücksichtigung osteo- und myoplastischer Stumpfkorrekturen, Thieme Verlag, Stuttgart